# Nationalsozialistische Turngemeinde
Nationalsozialistische Turngemeinde (NSTG) ist ein häufiger Name von Sportvereinen, die in den ab 1938 dem Deutschen Reich eingegliederten Gebieten des heutigen Tschechien und Polen entstanden sind. Den nationalsozialistischen Machthabern erschien die vielfältige Vereinslandschaft als eine Gefahr für ihr Ziel der ideologischen Gleichschaltung der Bevölkerung, darum stellten sie die Forderung auf, es sollten pro Ortschaft sämtliche Sportarten in nur einem Verein angeboten werden (in größeren Städten evtl. auch in mehreren). Das führte in allen Teilen Deutschlands dazu, dass zahlreiche kleinere Vereine Fusionen eingingen, wirklich konsequent umgesetzt wurde es aber nur in den annektierten Ostgebieten Sudetenland, Böhmen, Mähren, Wartheland, Westpreußen und Generalgouvernement. Die dortigen NSTGen sind sämtlich mit dem Untergang des Dritten Reiches erloschen.